# چای لی
چای‌لی (به لاتین: Chayly) یک منطقه مسکونی در جمهوری آذربایجان است که در شهرستان قبله واقع شده‌است.
گمان می‌رود که این روستا دستخوش تغییر نام شده باشد یا دیگر وجود نداشته باشد، زیرا هیچ وب‌سایت آذربایجانی از این نام استفاده نمی‌کند.